# Jan Kolhoe
Johan Somaroe (Jan) Kolhoe (circa 1918) was in de jaren 50 en 60 lid van het Surinaamse parlement.

## Biografie
Hij ging naar de Paulusschool en vervolgens had hij een loopbaan in het onderwijs. Van 1941 tot 1950 was hij onderwijzer op Curaçao en daarna was hij schoolhoofd in het district Nickerie. Bij de verkiezingen van 1955 was hij schaduwkandidaat voor de VHP en drie jaar later gingen de twee zetels in de Staten van Suriname voor het district Nickerie naar de NOP-leden Dewnarain Poetoe en Kolhoe. Bij de verkiezingen in 1963 was hij zonder succes in het district Saramacca kandidaat voor Actiefront Dihaat. In 1973 gebeurde hetzelfde toen hij voor de NPS kandidaat was voor dat district. Kolhoe zou het brengen tot hoofdinspecteur van onderwijs waarna hij met pensioen ging.